# لويز واليس
لويز واليس (بالإنجليزية: Louise Wallis)‏ هي صحفية وموسيقية وكاتِبة ومغنية ودي جيه بريطانية، ولدت في 1964 في برمنغهام في المملكة المتحدة.